# The Invader (2011)
The Invader (Frans: L'envahisseur) is een Belgische dramafilm uit 2011 en is geregisseerd door Nicolas Provost. De film gaat over een Afrikaanse immigrant die na een schipbreuk het strand bereikt. In het vervolg verliest hij zijn vriend, de enige die eveneens de schipbreuk overleefde en valt hij in Brussel ten prooi aan mensenhandelaars. Met het verhaal van de film wilde Provost de behandeling van immigranten aan de kaak stellen.
In 2012 werd director of photography Frank van den Eeden voor zijn aandeel aan The Invader bekroond met de Vlaamse Filmprijs voor beste cinematografie.

## Rolverdeling
| Acteur                | Personage             |
| --------------------- | --------------------- |
| Isaka Sawadogo        | Amadou / Obama        |
| Stefania Rocca        | Agnès de Yael         |
| Serge Riaboukine      | Jean-Pierre, schipper |
| Dieudonné Kabongo     | Omar                  |
| John Flanders         | Dr. Charles de Yael   |
| Tibo Vandenborre      | Kris                  |
| Ken Kelountang Ndiaye | Sioka                 |
| Bernard Van Vooren    | zwerver               |
| Jean-Louis Froment    | houtsprokkelaar       |
| Laurence César        | caissière             |
| Katsuko Nakamura      | vriend van Omar       |
| Toni d'Antonio        | taxichauffeur         |
| James Kazama          | Liong Bing            |
| Carole Weyers         | Kate                  |
| Hannelore Knuts       | naturiste             |